# Toyota TF105
Chronologie des modèles (2005)
Toyota TF104 Toyota TF106
La Toyota TF105 est la monoplace engagée par l'écurie japonaise Toyota F1 Team dans le cadre du championnat du monde de Formule 1 2005. Elle est présentée le samedi 8 janvier 2005 à Barcelone et est pilotée par l'Allemand Ralf Schumacher et l'Italien Jarno Trulli. Les pilotes d'essais sont deux anciens pilotes de l'écurie, le Français Olivier Panis et le Brésilien Ricardo Zonta, qui remplace Schumacher lors du Grand Prix des États-Unis 2005.

## Historique

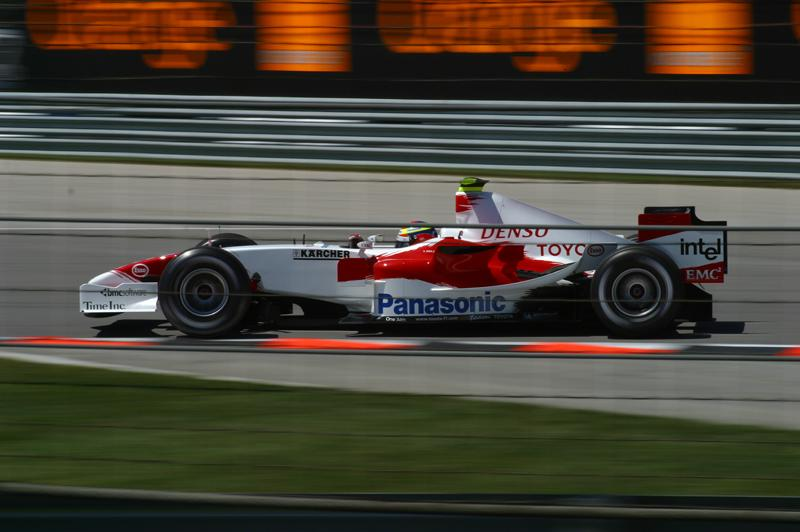
La Toyota TF105 de Ricardo Zonta à Indianapolis.

La TF105 est la première voiture entièrement conçue sous la direction de Mike Gascoyne dont la lourde tâche est de faire progresser Toyota dans la hiérarchie pour justifier les investissements colossaux du second constructeur mondial. Le département moteur dirigé par Luca Marmorini a conçu le bloc RVX-05, un moteur fiable et puissant.
Afin de terminer la saison avec la troisième place au championnat des constructeurs, Toyota développe une version B de sa TF105, destinée à être engagée à partir du Grand Prix d'Italie mais des problèmes survenus lors des essais de développement font que Toyota retarde l'arrivée de la TF105B qui n'arrive qu'à Suzuka pour l'avant-dernier Grand Prix de la saison. La principale évolution présente sur cette monoplace est l'apparition d'une suspension avant à quille zéro, permettant une meilleure circulation des flux d'airs sur l'aileron avant.
La TF105 permet à Toyota d'obtenir ses cinq premiers podiums, ses deux premières pole positions et son premier meilleur tour en course. À l'issue du championnat, Toyota F1 Team termine quatrième du championnat des constructeurs avec 88 points, son meilleur résultat obtenu en Formule 1.

## Toyota TF105.5
Durant la saison 2005, Toyota conçoit le moteur V8 RVX-06, utilisé sur la Toyota TF106 de la saison suivante. Afin de tester ce nouveau moteur, le châssis TF105 est adapté afin d’accueillir le moteur V8. La TF105.5 est pilotée par le pilote-essayeur de l'écurie, le Français Olivier Panis qui déclare que le nouveau moteur V8 est 2,5 secondes plus lent que le moteur V10 utilisé par Toyota en 2005.

## Résultats en championnat du monde de Formule 1

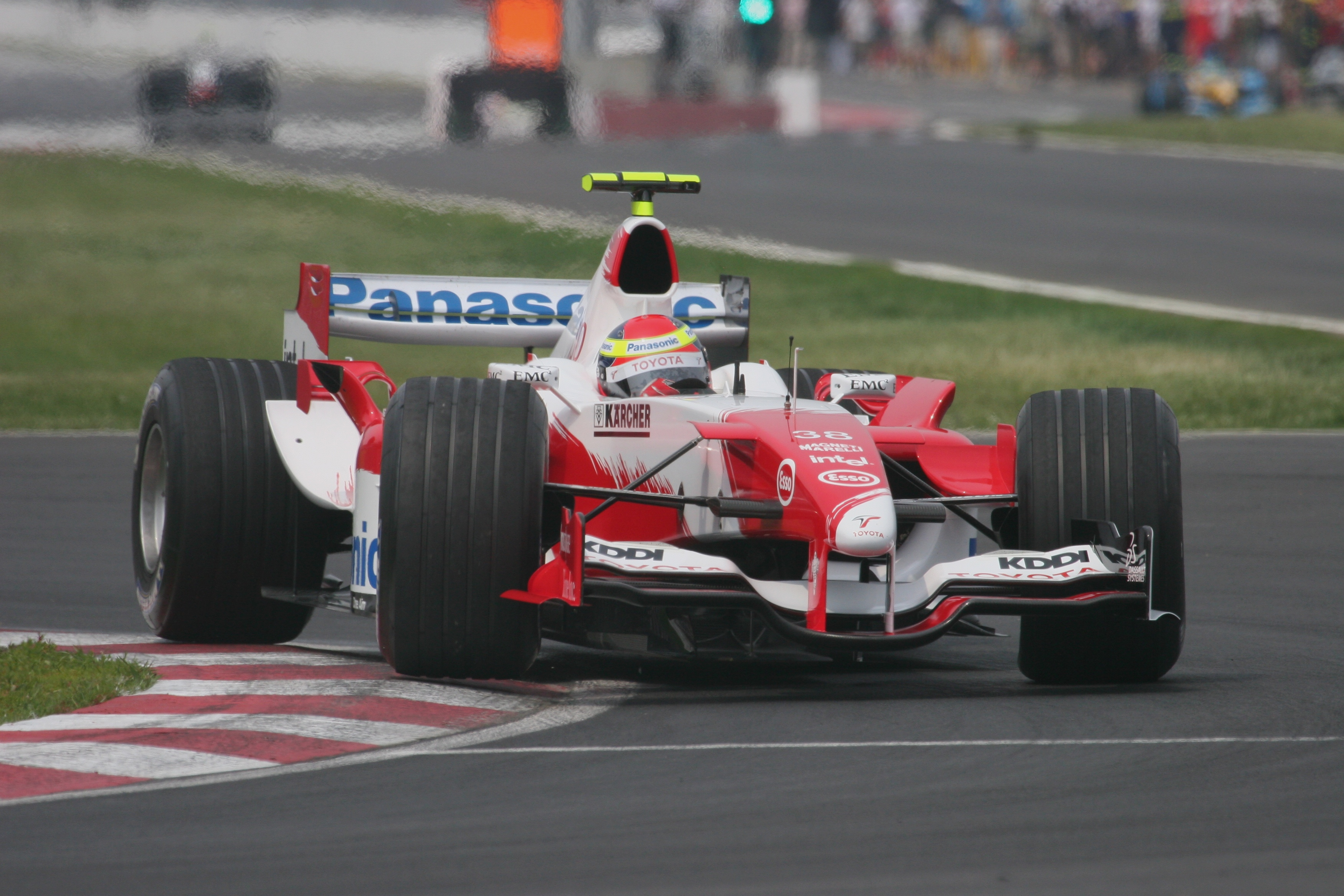
Ricardo Zonta à bord de la Toyota TF105 au Grand Prix du Canada 2005

| Saison | Écurie                  | Moteur            | Pneumatiques | Pilotes         | Courses | Courses | Courses | Courses | Courses | Courses | Courses | Courses | Courses | Courses | Courses | Courses | Courses | Courses | Courses | Courses | Courses | Courses | Courses | Points inscrits | Classement |
| Saison | Écurie                  | Moteur            | Pneumatiques | Pilotes         | 1       | 2       | 3       | 4       | 5       | 6       | 7       | 8       | 9       | 10      | 11      | 12      | 13      | 14      | 15      | 16      | 17      | 18      | 19      | Points inscrits | Classement |
| ------ | ----------------------- | ----------------- | ------------ | --------------- | ------- | ------- | ------- | ------- | ------- | ------- | ------- | ------- | ------- | ------- | ------- | ------- | ------- | ------- | ------- | ------- | ------- | ------- | ------- | --------------- | ---------- |
| 2005   | Panasonic Toyota Racing | Toyota V10 RVX-05 | Michelin     |                 | AUS     | MAL     | BAH     | SMR     | ESP     | MON     | EUR     | CAN     | USA     | FRA     | GBR     | ALL     | HON     | TUR     | ITA     | BEL     | BRÉ     | JAP     | CHI     | 88              | 4e         |
| 2005   | Panasonic Toyota Racing | Toyota V10 RVX-05 | Michelin     | Ralf Schumacher | 12e     | 5e      | 4e      | 9e      | 4e      | 6e      | Abd     | 6e      |         | 7e      | 8e      | 6e      | 3e      | 12e     | 7e      | 7e      | 8e      | 8e      | 3e      | 88              | 4e         |
| 2005   | Panasonic Toyota Racing | Toyota V10 RVX-05 | Michelin     | Jarno Trulli    | 9e      | 2e      | 2e      | 5e      | 3e      | 10e     | 8e      | Abd     | Np      | 5e      | 9e      | 14e     | 4e      | 6e      | 5e      | Abd     | 13e     | Abd     | 15e     | 88              | 4e         |
| 2005   | Panasonic Toyota Racing | Toyota V10 RVX-05 | Michelin     | Ricardo Zonta   |         |         |         |         |         |         |         |         | Np      |         |         |         |         |         |         |         |         |         |         | 88              | 4e         |

Légende : ici 